# 林忠貞
林 忠貞（はやし たださだ）は、江戸時代後期の上総国請西藩の世嗣。

## 略歴
初代藩主・林忠旭の長男として誕生。
請西藩嫡子だったが、家督相続前に早世した。代わって、叔父・忠交が父の養子となり請西藩嫡子の座に就いた。